# Nosa Iyobosa Edokpolor
Nosa Iyobosa Edokpolor (Benin City, 22 settembre 1996) è un calciatore austriaco, difensore del Kauno Žalgiris.

## Caratteristiche tecniche
È un terzino sinistro.

## Carriera
Cresciuto nel settore giovanile del St. Veit, nel 2014 viene prestato al Palermo con cui trascorre una stagione nella formazione Primavera. Rientrato in Austria, trascorre le successive stagioni alternandosi fra seconda e terza divisione fino all'acquisto da parte dell'Altach. Il 4 ottobre 2020 debutta in Bundesliga in occasione del match perso 4-0 contro lo Sturm Graz.

## Statistiche
Statistiche aggiornate al 18 settembre 2021.

### Presenze e reti nei club
| Stagione        | Squadra         | Campionato      | Campionato | Campionato | Coppe nazionali | Coppe nazionali | Coppe nazionali | Coppe continentali | Coppe continentali | Coppe continentali | Altre coppe | Altre coppe | Altre coppe | Totale | Totale | Totale |
| Stagione        | Squadra         | Comp            | Pres       | Reti       | Comp            | Pres            | Reti            | Comp               | Pres               | Reti               | Comp        | Pres        | Reti        | Pres   | Reti   |        |
| --------------- | --------------- | --------------- | ---------- | ---------- | --------------- | --------------- | --------------- | ------------------ | ------------------ | ------------------ | ----------- | ----------- | ----------- | ------ | ------ | ------ |
| 2015-2016       | Wolfsberger II  | RL              | 27         | 0          |                 | -               | -               |                    | -                  | -                  |             | -           | -           | 27     | 0      |        |
| 2016-2017       | Horn            | 1L              | 9          | 0          | CA              | 0               | 0               |                    | -                  | -                  |             | -           | -           | 9      | 0      |        |
| 2017-2018       | Horn            | RL              | 31         | 1          | CA              | 1               | 0               |                    | -                  | -                  |             | -           | -           | 32     | 1      |        |
| 2018-2019       | Blau-Weiß Linz  | 1L              | 29         | 1          | CA              | 1               | 0               |                    | -                  | -                  |             | -           | -           | 30     | 1      |        |
| 2019-2020       | Blau-Weiß Linz  | 1L              | 23         | 1          | CA              | 2               | 1               |                    | -                  | -                  |             | -           | -           | 25     | 2      |        |
| 2020-2021       | Altach          | BL              | 20         | 0          | CA              | 2               | 0               |                    | -                  | -                  |             | -           | -           | 22     | 0      |        |
| 2021-2022       | Altach          | BL              | 5          | 0          | CA              | 0               | 0               |                    | -                  | -                  |             | -           | -           | 5      | 0      |        |
| Totale carriera | Totale carriera | Totale carriera | 144        | 3          |                 | 6               | 1               |                    | -                  | -                  |             | -           | -           | 150    | 4      |        |